# Municipal Borough
Der Municipal Borough war eine Verwaltungseinheit in Großbritannien und Irland. In Schottland gab es ähnlich den Municipal Boroughs sogenannte Royal Boroughs. 

## Einführung
Mit dem Municipal Corporations Act von 1835 wurden in England und Wales die sogenannten Municipal Boroughs eingeführt. Schon vorher gab es die sogenannten Boroughs. Nachdem es aber zu einem regelrechten Wildwuchs kommunaler Verwaltungseinheiten mit unterschiedlichen Strukturen gekommen war, sollte mit dem Municipal Borough Einheitlichkeit garantiert werden. 
In der Republik Irland bzw. auf dem heutigen Staatsgebiet wurden die Municipal Boroughs 1840 eingeführt. 

## Bedeutung
Der Municipal Borough hatte eine Vertretung (town council), das sich aus dem Bürgermeister, dem Rat und Beigeordneten zusammensetzte. Die Bürger wählten den Rat für drei Jahre, wobei ein Drittel jedes Jahr ausschied. Ein Viertel des Rates setzte sich aus Beigeordneten zusammen, die für sechs Jahre gewählt wurden. Die Hälfte wurde alle drei Jahre gewählt. Der Bürgermeister, der jedes Jahr gewählt wurde, musste Ratsmitglied oder Beigeordneter sein. Alle Wahlen fanden am 1. November statt, ab 1949 wurden die Wahlen auf den zweiten Donnerstag im Mai verlegt.

## Abschaffung
Die Municipal Boroughs wurden in England und in Wales 1974 abgeschafft, nachdem Nordirland bereits 1973 die Municipal Boroughs aufgelöst hatte. Die Municipal Boroughs in der Republik Irland wurden 2002 abgeschafft. 